# Pardon

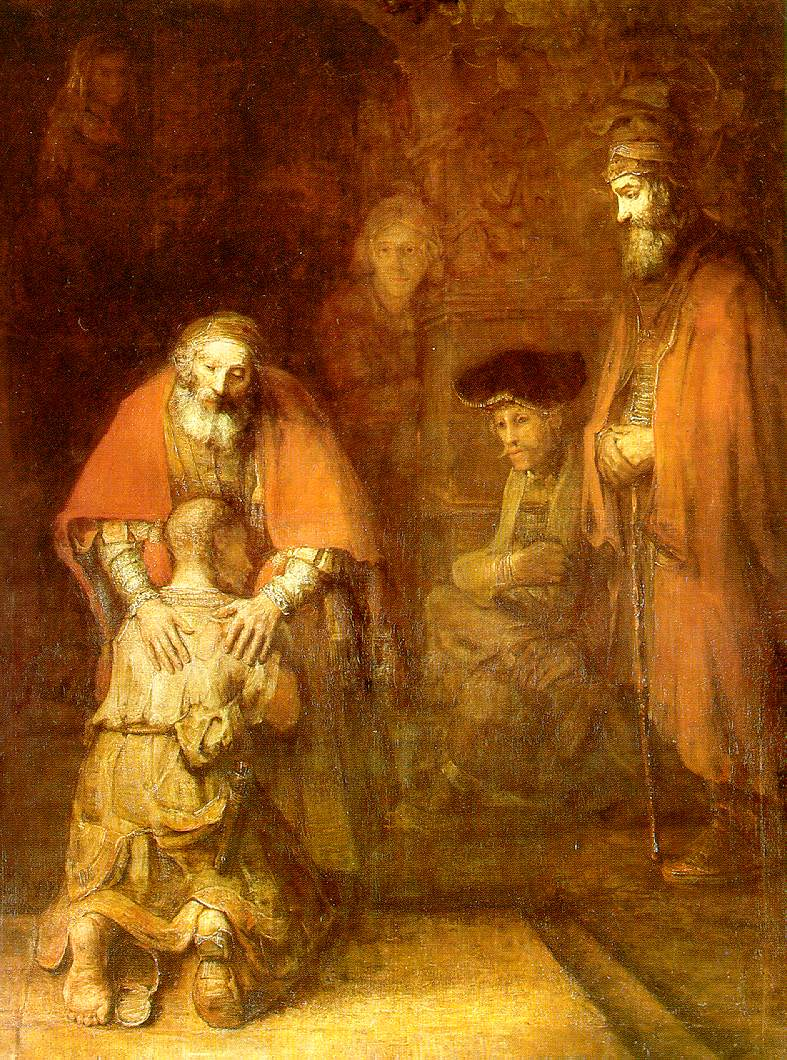
Rembrandt - o Retorno do Filho Pródigo (por volta de 1668).

O perdão é o resultado do ato de perdão, a remissão de uma falha. É manter-se uma ofensa, uma falha, para zero (e/ou desculpa) e a desistir de se vingar.

## Ponto de vista religioso

### O cristianismo
No sentido bíblico do termo, em geral, para perdoar significa uma de duas coisas : 
- Quando perdoardes aos homens, Deus cancela ou descarta a penalidade exigida para o pecado ;
- Quando eles perdoar, os homens tratam uns aos outros com amor semelhante ao de Cristo e não têm sentimentos ruins para com aquele que o ofendeu (Mt 5: 43-45 ; 6, de 12 a 15 ; Lc 17, 3-4).

O perdão é muito importante no cristianismo, mas é sempre colocada a serviço do bem espiritual da pessoa[ref. desejado]. No evangelho, vemos muitas vezes Cristo perdoar pecados («Lc 7. 36-50». www.biblegateway.com). Ele não condenou a mulher flagrada em adultério, dizendo: "que aquele que nunca tiver pecado lance a primeira pedra" («Jo 8. 3-11». www.biblegateway.com). É expressa em grande detalhe, como na parábola do filho pródigo («Lc 15. 11-32». www.biblegateway.com), que é perdoado depois de seu arrependimento. Jesus recomenda que Pedro perdoar até 77 vezes para aquele que se arrepende (ou 70 vezes sete, de acordo com a tradução — «Mt 18. 21-22». www.biblegateway.com). Muitas vezes, Jesus cura os doentes e os remiu os pecados pela mesma ocasião («Mt 9. 1-8». www.biblegateway.com).
O perdão é a parte da oração do Pai Nosso (" Perdoa-nos as nossas ofensas, assim como nós perdoamos a quem nos "), que Jesus transmitiu ao povo (Lc 11, 1-4, Mt 6, 9-13).
Ele também faz parte da profissão de fé católica, do credo :
"Creio na remissão dos pecados" (credo dos Apóstolos),
"Eu reconheço um só batismo para o perdão dos pecados" (credo Niceno-constantinopolitano).
Cristo deu os apóstolos o poder de perdoar os pecados : "Recebe oEspírito Santo. Se vocês perdoarem os pecados, eles serão perdoados ; se você reter, lhes serão retidos " (Jo 20, 22-23).
Deus tem anexado o perdão dos pecados à fé e batismo :
"Ide por todo o mundo e pregai a Boa nova a toda a criação. Aquele que crer e for batizado será salvo " (Marcos, 16, 15-16).
O batismo é o primeiro e principal sacramento do perdão dos pecados, porque une os cristãos a Cristo morrendo pelos pecados dos cristãos, ressuscitado para a sua justificação (Rom 4, 25).
Cristo, após sua ressurreição, enviou seus apóstolos para "pregar a todas as nações o arrependimento em seu nome, para remissão dos pecados" (Lc 24, 47). Assim, " a Igreja recebeu as chaves do Reino dos céus, de modo que é feito a remissão dos pecados pelo sangue de Cristo e a ação do Espírito Santo. É nesta Igreja que a alma vive novamente, ela que tinha sido morta pelos pecados, a fim de viver com Cristo, cuja graça nos salvou ".
Visto a esta luz, o perdão é universal, e quase todos os pecados podem ser perdoados. No entanto, a blasfêmia contra o Espírito Santo não é perdoado por Deus : "Mas, se alguém blasfemar contra o Espírito Santo, não lhe será perdoado" (Lc 12, 8-12). Esta frase, simplesmente expressa de que aquele que recusa o perdão (que é o Espírito Santo que inspira o espírito de perdão) pode, obviamente, ser perdoado.
A correção fraterna (Mt 18, 15-20) é uma forma de alcançar o perdão dos pecados.
Para a católica, ortodoxa e anglicana, o sacramento da penitência e da reconciliação oferece o perdão dos pecados por Deus, através do sacerdote.
Toda a sociedade cristã, incluindo aabolição da pena de morte, é na linhagem de esta entidade.

## Ponto de vista filosófico
Peut-on parler du pardon en philosophe ou faut-il abandonner cette notion au registre religieux
. Nas últimas décadas, os filósofos (Henri Bergson , Hannah Arendt, Vladimir Jankélévitch, Paul Ricoeur ) envidar esforços para adaptar o conceito de perdão na área específica da filosofia, mas nunca foi aliviada de sua vida religiosa local de nascimento

## Ponto de vista Social
O perdão não é só para o cristão, a obediência ao Senhor, mas para alguém como a fonte da salvação. De acordo com a experiência clínica de trinta anos de psicólogo e professor de psicologia, o americano Robert Enright e seus colaboradores, o perdão, que é agora um instrumento de trabalho clínico, validadas pela pesquisa, e capaz de reduzir as diversas doenças que afligem o homem, especialmente, na sociedade moderna, também pode servir como o bem-estar físico, mental e emocional. Não só : aquele que é capaz de praticá-lo, até aumenta a auto-estima e de esperança para o futuro, no trabalho e na comunidade.
O perdão é por alguns considerado um ato emocional com um interesse puramente pessoal. Na verdade, para perdoar iria ajudá-los a viver melhor : quem pode ser feliz com um sentimento de ressentimento ?

## Um exemplo na História: África do Sul
O perdão tem desempenhado um papel importante no processo de reconciliação entre os Negros e os Brancos que se seguiu ao fim doapartheid na África do Sul. O um e o outro tinha para perdoar a violência. O perdão tem sido possível graças ao estabelecimento de uma Comissão de verdade e reconciliação, a fim de reconstruir os laços sociais que haviam sido cortadas nesses períodos de crise. O arcebispo anglicano Mgr Desmond Tutu, prêmio Nobel da paz e autor de uma teologia da reconciliação com base no conceito africanoubuntu, tem desempenhado um papel de liderança, desde que ele foi presidente da comissão.